# Joseph Miró
Joseph E. Mirò (Matanzas, 15 luglio 1946) è un politico statunitense.
È un membro della House of Representatives di Delaware, rappresentante il ventiduesimo distretto dal 1998. Fa parte del Partito Repubblicano.

## Biografia
Nato nel 1946, è stato membro del consiglio della Contea di New Castle dal 1992 al 1998.
Ha insegnato inoltre nel distretto scolastico di Christina dal 1970 al 2001.
È membro dell'associazione Foxfire, e dei Cavalieri di Colombo. Miró ha origini cubane.